# جو كوانغ يون
جو كوانغ يون (23 أكتوبر 1982 بكوريا الجنوبية - ) هو لاعب كرة قدم كوري جنوبي في مركز الهجوم. شارك مع منتخب كوريا الجنوبية تحت 20 سنة لكرة القدم. أما مع النوادي، فقد لعب مع تشونام دراغونز ونادي سانغجو ‏.

## وصلات خارجية
- جو كوانغ يون على موقع دوري كوريا الجنوبية (الإنجليزية)
- جو كوانغ يون على موقع قاعدة بيانات كرة القدم.إي يو (الإنجليزية)